# میدوی، شهرستان اسمیت، تگزاس
میدوی (به انگلیسی: Midway) یک منطقهٔ مسکونی در ایالات متحده آمریکا است که در شهرستان اسمیت، تگزاس واقع شده‌است. میدوی ۱۲۸٫۹۳ متر بالاتر از سطح دریا واقع شده‌است.